# Apocalypse & Chill
Apocalypse & Chill è il sesto album in studio del gruppo musicale olandese Delain, pubblicato nel 2020.

## Tracce
1. One Second – 3:37
2. We Had Everything – 4:08
3. Chemical Redemption – 4:39
4. Burning Bridges – 4:14
5. Vengeance – 4:52
6. To Live Is to Die – 3:47
7. Let's Dance – 4:07
8. Creatures – 3:39
9. Ghost House Heart – 2:59
10. Masters of Destiny – 4:53
11. Legions of the Lost – 5:17
12. The Greatest Escape – 4:26
13. Combustion – 5:25

## Formazione
Delain
- Charlotte Wessels – voce
- Timo Somers – chitarra, voce (in One Second), cori
- Otto Schimmelpenninck van der Oije – basso
- Martijn Westerholt – tastiera
- Joey de Boer – batteria

Ospiti/Turnisti
- Yannis Papadopoulos – voce (in Vengeance)
- Merel Bechtold – chitarra (in Masters of Destiny)